# معركة كامبريه (1918)
معركة كامبريه (بالإنجليزية: Battle of Cambrai) كانت بين قوات الجيش البريطاني الأول والثالث والرابع ضد الألمان حلال هجوم المائة يوم في الحرب العالمية الأولى. وقع القتال في مدينة كامبريه الفرنسية. أُدرجت في هذه المعركة العديد من التكتيكات الجديدة لعام 1918، وكان ذلك في استخدام الدبابات في الهجوم.